# IK-3 (航空機)
IK-3
IK3の模型
- 用途：戦闘機
- 設計者：リュボミール・イリチ、コスタ・シブツェフ、スロボーダン・ジュルニチ
- 製造者：ロゴザルスキ（イカルス）社
- 運用者**ユーゴスラビア王国（RYAF）
- 初飛行：1938年5月
- 生産数：13機
- 運用開始：1939年7月
- 退役：1941年4月
- 運用状況：退役

IK-3は、第二次世界大戦の初期にユーゴスラヴィアのイカルス社で開発されたレシプロ戦闘機である。1937年から開発が始まった引込脚を持つ単葉戦闘機で、イギリスから輸入していたハリケーンMk.Iをかなりの部分で参考にしていた。初飛行は1938年で、その後12機生産されて実験部隊に配備された。全般的に優れた航空機で、Bf 109EやハリケーンMk.Iよりも操縦性はよかったが、第二次大戦開戦以降は量産されず、生産された機体も戦闘で全機失われた。

## スペック
- 全長：8.35 m
- 全幅：10.28 m
- 全高：3.25 m
- 全備重量：2,4000 kg
- エンジン：イスパノ・スイザ12Yers　液冷12気筒 920 hp
- 最大速度：526 km/h
- 実用上限高度：8,000 m
- 航続距離：500 km
- 武装
  - 20mm機関砲×1
  - 12.7mm機関銃×1
- 乗員 1名